# Наслеђе општине Кула
Следи списак значајних грађевина у општини Кула:
| ИД      | Слика                                                       | Назив                                                       | Адреса           | Координате                                                                       | Место               | Градска општина | Општина | Надлежни завод |
| ------- | ----------------------------------------------------------- | ----------------------------------------------------------- | ---------------- | -------------------------------------------------------------------------------- | ------------------- | --------------- | ------- | -------------- |
| СК 1189 | Српска православна црква Светог Марка у Кули                | Српска православна црква Светог Марка у Кули                | Црквена-Лењинова |                                                                                  | Кула (град)         | N/A             | Кула    | ПОКР. Н. САД   |
| СК 1900 | Римокатоличка црква Светог Ђорђа у Кули                     | Римокатоличка црква Светог Ђорђа у Кули                     | Црквена-Лењинова | 45.610675°N 19.52944°E / 45.610675, 19.52944                                     | Кула (град)         | N/A             | Кула    | ПОКР. Н. САД   |
| N/A     | Српска православна капела Кулска водица у Кули              | Српска православна капела Кулска водица у Кули              | пут Кула-Црвенка |                                                                                  | Кула (град)         | N/A             | Кула    | N/A            |
| N/A     | Стадион Милан Средановић у Кули                             | Стадион Милан Средановић у Кули                             | Црквена-Лењинова |                                                                                  | Кула (град)         | N/A             | Кула    | N/A            |
| N/A     | Српска ратарска читаоница у Кули                            | Српска ратарска читаоница у Кули                            | Црквена-Лењинова |                                                                                  | Кула (град)         | N/A             | Кула    | N/A            |
| N/A     | Грб Куле                                                    | Грб Куле                                                    | N/A              | N/A°N N/A°E / N/A, N/A                                                           | Кула (град)         | N/A             | Кула    | N/A            |
| N/A     | Ветропарк Кула                                              | Ветропарк Кула                                              | Штолц            | 45.642826°N 19.583801°E / 45.642826, 19.583801                                   | Кула (град)         | N/A             | Кула    | N/A            |
| N/A     | Споменик на месту погибије Исе Секицког у близини Куле      | Споменик на месту погибије Исе Секицког у близини Куле      | Бајшански пут    |                                                                                  | Кула (град)         | N/A             | Кула    | N/A            |
| СК 1191 | Српска православна црква Светог Николе у Сивцу              | Српска православна црква Светог Николе у Сивцу              | Маршала Тита     | 45.699114°N 19.381104°E / 45.699114, 19.381104                                   | Сивац               | N/A             | Кула    | ПОКР. Н. САД   |
| N/A     | Преводница Мали Стапар                                      | Преводница Мали Стапар                                      | Малостапарска    |                                                                                  | Мали Стапар у Сивцу | N/A             | Кула    | N/A            |
| СК 1190 | Русинска гркокатоличка црква Светог Николе у Руском Крстуру | Русинска гркокатоличка црква Светог Николе у Руском Крстуру | Маршала Тита     | 45.562073°N 19.415962°E / 45.562073, 19.415962                                   | Руски Крстур        | N/A             | Кула    | ПОКР. Н. САД   |
| N/A     | Русинска гркокатоличка црква Водица у Руском Крстуру        | Русинска гркокатоличка црква Водица у Руском Крстуру        | Летњи пут        |                                                                                  | Руски Крстур        | N/A             | Кула    | N/A            |
| СК 1147 | Сеоска кућа у Руском Крстуру                                | Сеоска кућа у Руском Крстуру                                | Маршала Тита 158 | 45.563613°N 19.417299°E / 45.563613, 19.417299                                   | Руски Крстур        | N/A             | Кула    | ПОКР. Н. САД   |
| N/A     | Основна школа Петро Кузмјак у Руском Крстуру                | Основна школа Петро Кузмјак у Руском Крстуру                | Русинска         | 45.559563631853976°N 19.41725671748244°E / 45.559563631853976, 19.41725671748244 | Руски Крстур        | N/A             | Кула    |                |